# Francesco Alliata
Francesco Alliata di Villafranca (Palermo, 17 novembre 1919 – Bagheria, 1º luglio 2015) è stato un nobile, produttore cinematografico e regista italiano.

## Biografia

### Le origini
Nasce a Palermo, da Gabriele Alliata Bazan e Vittoria San Martino (figlia dello storico Francesco San Martino e De Spucches, duca di Santo Stefano e nobile della famiglia dei principi San Martino Pardo) come Francesco Giuseppe Felice Immacolata Melchiorre Baldassarre Gaspare Dazio Signoretto Alliata, XIV principe di Villafranca e del Sacro Romano Impero, altezza serenissima, grande di Spagna di prima classe (investito nel 1978), duca di Salaparuta, principe di Valguarnera e di Montereale, di Ucria, Trecastagni, Buccheri, Castrorao e Saponara. Tra i suoi titoli, c'è anche quello di primo corriere maggiore ereditario del Regno di Sicilia e cavaliere di Malta.

### L'esperienza della Panaria film
Insieme a Pino Mercanti di cui era amico, è da annoverare tra i pionieri del cinema a Palermo ed in Sicilia.  Dopo gli studi di giurisprudenza a Palermo, durante i quali partecipa al Gruppo Universitario Fascista studentesco, insieme al cugino Quintino di Napoli e agli amici Giovanni Mazza, Pietro Moncada di Paternò, Renzo Avanzo, Fosco Maraini, decide di realizzare una serie di cortometraggi subacquei nelle isole Eolie, primi nel loro genere in Italia, con attrezzature reperite negli Stati Uniti.
In seguito, grazie all'interessamento dello stesso Roberto Rossellini, fondano la Panaria Film, che produrrà tra gli altri il film Vulcano con Anna Magnani e La carrozza d'oro di Jean Renoir.
Quei documentari restano tutt'oggi opere di immenso valore, e l'avventura di quei quattro intraprendenti ragazzi ha segnato, seppure per poco, una delle pagine più belle del cinema italiano. Nell'ultima intervista concessa allo storico del cinema Antonio La Torre Giordano, racconta il suo percorso nel mondo del cinema e dei rapporti intercorsi con Luchino Visconti, Roberto Rossellini, Carlo Ludovico Bragaglia, William Dieterle e Folco Quilici, col quale produsse Sesto continente (1954), il primo documentario a colori nella storia della cinematografia subacquea italiana.

### Discendenza
Dopo la chiusura della Panaria, si è dedicato all'attività imprenditoriale, producendo gelati e sorbetti siciliani, con il marchio di famiglia XIV Duca di Salaparuta.
Dal matrimonio con Teresa Correale di Santacroce ha avuto Vittoria Alliata di Villafranca, scrittrice, traduttrice e studiosa del mondo arabo.

## Documentari
- In ricordo di Francesco Alliata: I ragazzi della Panaria di Nello Correale, Italia, 2004, 52'[5]